# Am Ekhad
Am Ekhad (hebreiska: עם אחד, "En nation") var ett socialistparti i Israel från 1999 till 2004, lett av Amir Peretz, ledare för den stora fackföreningsrörelsen Histadrut.
2004 gick man upp i Arbetarpartiet, till vars ledare Peretz valdes i november 2005.